# Constantin Wilhelm Lambert Gloger
Constantin Wilhelm Lambert Gloger (ur. 17 sierpnia 1803 w Karłowice Wielkie, zm. 30 grudnia 1863 w Berlinie) – niemiecki zoolog i ornitolog. Autor reguły Glogera.

## Życiorys
Gloger urodził się 17 sierpnia 1803 w Karłowice Wielkie. Uczęszczał do gimnazjum w Nysie. Jesienią 1821 zaczął studiować zoologię we Wrocławiu. Zimą 1824/1825 przeniósł się do Berlina, gdzie kontynuował studia; jego profesorem zoologii był wtedy Martin Lichtenstein (1780–1857). Wrócił do Wrocławia latem 1825. Jego korespondencja z Lichtensteinem z lat 1825–1829 przechowywana jest w archiwach Muzeum Historii Naturalnej w Berlinie. Doktorat uzyskał w 1830, przedstawiając pracę De avibus ab Aristotele commemoratis. Tego samego roku zaczął uczyć w Gimnazjum św. Macieja we Wrocławiu. 
Na początku lat 30. XIX w. rozpoczął pracę nad kilkoma dziełami z zakresu ornitologii, których jednak nie ukończył:
- Vollständiges Handbuch der Naturgeschichte der Vögel Europa's: mit besonderer Rücksicht auf Deutschland[4] – ukazał się tylko tom 1., w którym opisano „ptaki lądowe” (patrz: systematyka ptaków); 1834[1];
- pod koniec 1833 zostało ogłoszone wydanie książki Zoologische Geographie, mit besonderer Anwendung auf die Verbreitung der Vögel; ukazał się jedynie krótki abstrakt Andeutungen Über zoologische Geographie, mit besonderer Anwendung auf die Verbreitung der Vögel[3];
- Gemeinnütziges Hand- und Hilfsbuch der Naturgeschichte; ukazał się tylko 1 tom, w latach 1841–1842[3].

W 1843 bez stałego zatrudnienia zamieszkał w Berlinie. Kiedy Jean Cabanis (1816–1906), niemiecki ornitolog pracujący w Muzeum Historii Naturalnej w Berlinie, w 1852 założył czasopismo Journal für Ornithologie, zaprosił Glogera do współpracy. Gloger napisał łącznie 128 tekstów, które ukazały się w tym czasopiśmie. Był jednym z pionierów niemieckiej ornitologii 1. połowy XIX wieku. W 1834 jako pierwszy dokonał podziału wróblowych na dwie grupy oraz oddzielił jerzyki od jaskółek. Interesowały go również adaptacje ptaków i ssaków zależne od miejsca ich występowania. Gloger zauważył, że ptaki z obszarów cieplejszych są ciemniejsze niż spokrewnione z nimi gatunki z obszarów chłodniejszych; spostrzeżeniami podzielił się w Das Abändern der Vögel durch Einfluss des Klima's (1833). Bernhard Rensch (1900–1990) zależność tę nazwał regułą Glogera. Reguła Glogera znajduje zastosowanie także w przypadku ludzi i innych ssaków; podobny trend dostrzeżono u przedstawicieli 35 populacji pięciornika gęsiego (Argentina anserina).
Do poruszanych przez Glogera w jego artykułach z 1854–1855 tematów należą między innymi: rozród kukułki (Cuculus canorus), hybrydyzacja między głuszcem (Tetrao urogallus) a cietrzewiem (Tetrao tetrix), zainteresowanie niektórych ptaków błyszczącymi przedmiotami, pożywienie dzięciołów dużych (Dendrocopos major) czy zamierzone zrzucanie przez mewy skorupiaków o twardych skorupkach na skały, w celu ich rozbicia. W latach późniejszych pisał również m.in. o gniazdach-wabikach budowanych przez samce (1859) czy dłuższych lotkach i sterówkach u młodocianych orłów przednich (Aquila chrysaetos) i bielików (Haliaeetus albicilla) (1860).
Gloger liczył na otrzymanie od uniwersytetu propozycji zostania wykładowcą, jednak tak się nie stało. W sierpniu 1842 uzyskał od pruskiego rządu trzyletnie stypendium. Gdy to się skończyło w 1845, Gloger zaczął opracowywać teksty i krótkie książki na temat zwalczania szkodników i ochrony pewnych grup zwierząt, które następnie sprzedawał Ministerstwu Rolnictwa. Zapewniło mu to niewielki i nieregularny dochód na kolejne kilka lat. Dochód z artykułów publikowanych w Journal für Ornithologie i tekstów wysyłanych do Ministerstwa Rolnictwa był jednak niewystarczający. Gloger mieszkał z wdową Schulze i jej synem, którzy okazjonalnie udzielali mu pomocy. Żył w ubóstwie prowadzącym w końcu do choroby; zmarł w Berlinie 30 grudnia 1863 wskutek puchliny w jamie brzusznej. 
Gloger należał do nielicznej w swoich czasach grupy ornitologów, którzy nie tylko opisywali zaobserwowane zjawiska, ale też próbowali je interpretować, jak to było w przypadku obserwacji nad maskującą barwą skorupki jaj ptaków gniazdujących na ziemi.

## Członkostwa
- 1830 – wybrany na członka Niemieckiej Akademii Przyrodników Leopoldina (niem. Deutsche Akademie der Naturforscher Leopoldina)[6][1]